# Ernst Hanisch (Historiker)
Ernst Hanisch (* 16. Jänner 1940 in Thaya) ist ein österreichischer Historiker und emeritierter Professor für Neuere Österreichische Geschichte an der Universität Salzburg.

## Leben
Hanisch maturierte 1958 am Realgymnasium Waidhofen an der Thaya. Nach Ableistung des Grundwehrdienstes in Wien absolvierte er an der Wiener Universität von 1959 bis 1964 das Studium der Geschichte und Germanistik. Mit seiner Dissertation über Stefan George, sein Kreis und der Nationalsozialismus wurde er im April 1964 bei Friedrich Engel-Jánosi promoviert und setzte sich bereits dort mit dem Themenfeld des Austrofaschismus auseinander. Als Stipendiat begann seine wissenschaftliche Karriere im Zeitraum von 1964 bis 1967 am Internationalen Forschungszentrum Salzburg. Ab 1967 war er Assistent am Historischen Institut der Universität Salzburg bei Erika Weinzierl. Nach seiner 1975 erfolgten Habilitation war er ab Januar 1977 an der Universität Salzburg Dozent für Neuere Österreichische Geschichte und 1979 außerordentlicher Professor für Neuere Österreichische Geschichte neben Gerhard Botz, und somit Nachfolger von Erika Weinzierl. Seit 2004 ist Ernst Hanisch im Ruhestand.

## Auszeichnungen
- 1964–1965: Stipendiat der Fritz-Thyssen-Stiftung am Internationalen Forschungszentrum in Salzburg
- 1965–1967: Stipendiat des Theodor-Innitzer-Studienfonds am Internationalen Forschungszentrum in Salzburg
- 1974: Leopold-Kunschak-Preis
- 1975: Franz-Rehrl-Preis
- 1977: Theodor-Körner-Preis
- 1979: Sandoz-Preis
- 1995: Ludwig-Jedlicka-Gedächtnispreis
- 1996: Karl-von-Vogelsang-Staatspreis
- 1997: Korrespondierendes Mitglied der Österreichischen Akademie der Wissenschaften
- 2002: Kardinal-Innitzer-Preis (Würdigungspreis für Geisteswissenschaften)
- 2005: Großes Silbernes Ehrenzeichen für Verdienste um die Republik Österreich[3]
- 2013: Wilhelm-Hartel-Preis

## Schriften
Eigenständige Veröffentlichungen (Auswahl)
- 1890–1990: Der lange Schatten des Staates. Österreichische Gesellschaftsgeschichte im 20. Jahrhundert. Ueberreuter, Wien 1994, ISBN 3-8000-3547-2 (= Herwig Wolfram (Hrsg.): Österreichische Geschichte. Teil 3, 19. und 20. Jahrhundert).
- Gau der guten Nerven: Die nationalsozialistische Herrschaft in Salzburg 1938–1945. Anton Pustet, Salzburg 1997, ISBN 3-7025-0325-0.
- Männlichkeiten: eine andere Geschichte des 20. Jahrhunderts. Böhlau, Wien u. a. 2005, ISBN 3-205-77314-4.
- Der große Illusionist: Otto Bauer (1881–1938). Böhlau, Wien u. a. 2011, ISBN 978-3-205-78601-6.

Herausgeberschaft
- Konservatives und revolutionäres Denken. Deutsche Sozialkatholiken und Sozialisten im 19. Jahrhundert. Wien/Salzburg 1975.
- Der kranke Mann an der Donau. Marx und Engels über Österreich. Wien / München / Zürich 1978.
- Im Schatten berühmter Zeiten. Salzburg in den Jahren Georg Trakls (1887–1914). Salzburg 1986.
- Der Obersalzberg, das Kehlsteinhaus und Adolf Hitler. Berchtesgaden 1996.
- Mentalitäten und wirtschaftliches Handeln in Österreich. Wien 1997.
- NS-Herrschaft in Österreich 1938–1945. Wien 1998.
- Die Geschichte denken: Marc Bloch. Göppingen 2000.
- Der Einbruch der Literatur in die Geschichtswissenschaft. Der Streit um die postmoderne Subjektivität. Würzburg 2000.
- Homo consumens. Dechristianisierung und Strukturelemente der österreichischen Gesellschaft in der Zweiten Republik. Klagenfurt 2000.
- NS-Herrschaft in Österreich. Ein Handbuch. Wien 2000.
- Der Ort des Nationalsozialismus in der österreichischen Geschichte. Wien 2002.

Als Mitherausgeber
- mit Anton Staudinger, Emmerich Tálos und Herbert Dachs: Handbuch des politischen Systems Österreichs. Erste Republik, 1918–1933. Manz Verlag, Wien 1995.
- mit Robert Kriechbaumer: Salzburg. Zwischen Globalisierung und Goldhaube. Geschichte der österreichischen Bundesländer. Böhlau, Wien / Köln / Weimar 1997.
- mit Herbert Dachs, Roland Floimair und Franz Schausberger: Die Ära Haslauer. Salzburg in den siebziger und achtziger Jahren. Böhlau, Wien 2001.
- mit Ernst Bruckmüller, Roman Sandgruber und Norbert Weigl: Geschichte der österreichischen Land- und Forstwirtschaft im 20. Jahrhundert. Band 1: Politik – Gesellschaft – Wirtschaft. Wien 2002.

Aufsätze (Auswahl)
- Ein Versuch, den Nationalsozialismus zu „verstehen“. In: Anton Pelinka, Erika Weinzierl (Hrsg.): Das große Tabu. Österreichs Umgang mit seiner Vergangenheit. Wien 1989.
- „Selbsthaß“ als Teil der österreichischen Identität. In: Zeitgeschichte. 23, 5/6, Mai/Juni 1996, S. 136–145.
- Österreich – Die Dominanz des Staates. Zeitgeschichte im Drehkreuz von Politik und Wissenschaft. Version: 1.0, In: Docupedia-Zeitgeschichte. veröffentlicht am 22. März 2011.